# Kim Dae-joong (cầu thủ bóng đá)
Đây là một tên người Triều Tiên, họ là Kim.
Kim Dae-joong (sinh ngày 13 tháng 10 năm 1992) là một cầu thủ bóng đá Hàn Quốc thi đấu cho Incheon United.